# Megachile perniciosa
Megachile perniciosa är en biart som beskrevs av Heinrich Friese 1903. Megachile perniciosa ingår i släktet tapetserarbin, och familjen buksamlarbin. Inga underarter finns listade i Catalogue of Life.